# Theater der Zeit
Theater der Zeit est un magazine mensuel de langue allemande qui se concentre sur le théâtre et la politique. 

## Histoire
Fondé en 1946 à Berlin-Est, Theater der Zeit est aujourd'hui, avec Theater heute, l'un des principaux magazines de théâtre dans le monde germanophone. 
En 1996, la maison d'édition Verlag Theater der Zeit commence la publication de livres.